# Буонвичино
Буонвичѝно (на италиански: Buonvicino, на местен диалект Vommicìnu, Вомичину) е село и община в Южна Италия, провинция Козенца, регион Калабрия. Разположено е на 400 m надморска височина. Населението на общината е 2289 души (към 2012 г.).